# Municipio de Wyalusing
El municipio de Wyalusing (en inglés: Wyalusing Township) es un municipio ubicado en el condado de Bradford en el estado estadounidense de Pensilvania. En el año 2000 tenía una población de 1.341 habitantes y una densidad poblacional de 18.4 personas por km².

## Geografía
El municipio de Wyalusing se encuentra ubicado en las coordenadas 41°42′33″N 76°15′10″O / 41.70917, -76.25278.

## Demografía
Según la Oficina del Censo en 2000 los ingresos medios por hogar en la localidad eran de $37,222 y los ingresos medios por familia eran $44,205. Los hombres tenían unos ingresos medios de $34,038 frente a los $25,526 para las mujeres. La renta per cápita para la localidad era de $17,165. Alrededor del 14,4% de la población estaban por debajo del umbral de pobreza.